# Donald Keyhoe
Donald Edward Keyhoe (Ottumwa, 20 giugno 1897 – New Market, 29 novembre 1988) è stato un ufologo e aviatore statunitense del Corpo della Marina degli Stati Uniti, scrittore di racconti e articoli e direttore del tour promozionale di Charles Lindbergh.
È noto per aver affermato che il governo statunitense dovesse condurre appropriate ricerche sul fenomeno degli UFO, rendendo pubbliche le informazioni di cui sarebbe stato in possesso. Per queste teorie negli anni cinquanta divenne noto come ufologo. Jerome Clark scrisse che, tra l'inizio degli anni cinquanta e fino a metà degli anni sessanta,  "Keyhoe poteva ritenersi una vera autorità nel settore dell'ufologia"

## Vita e carriera
Keyhoe nacque e crebbe in Ottumwa, Iowa. Nel 1919 divenne Bachelor in scienze presso la United States Naval Academy e fu promosso Tenente di vascello nel Corpo della Marina statunitense. Nel 1922, venne ferito a un braccio durante un incidente aereo nell'isola di Guam. Durante la sua lunga convalescenza inizio a scrivere per passione. Ritornò a svolgere il suo lavoro, ma dovette dimettersi dal corpo dei Marines nel 1923 a causa dei postumi della ferita. Successivamente lavorò per il National Geodetic Survey e per il Dipartimento per il Commercio statunitense.
Nel 1927, Keyhoe ottenne l'incarico di seguire la traversata di Charles Lindbergh. Questa esperienza consentì a Keyhoe la stesura, nel 1928,  del suo primo libro: Flying With Lindberg, che ebbe un rapido successo e gli permise di avviare la sua carriera di scrittore di articoli e romanzi, molti dei quali collegati al mondo dell'aviazione e pubblicati in diverse importanti pubblicazioni. Keyhoe ritorno alla sua attività militare durante la Seconda guerra mondiale nell'Aviazione Navale presso la Divisione di Addestramento, congedandosi con il grado di Maggiore.

## Scrittore Pulp
Quando vennero pubblicati i primi libri sugli UFO, Keyhoe, tra il 1920 ed il 1930, era già uno scrittore affermato di riviste Pulp. Erano già state pubblicate quattro brevi storie su Weird Tale, una delle più prestigiose del genere pulp: "The Grim Passenger" (1925) - (Il passeggero cieco), "The Mystery Under the Sea", (1926)-  (Il mistero sottomarino), "Through the Vortex" (1926), (Attraverso il vortice) e "The Master of Doom" (1927). (Maestro del Destino). Produsse anche novelle per tre edizioni di un magazine chiamato Dr. Yen Sin : "Il Mistero dell'Ombra del Dragone" (maggio/giugno 1936), "Il mistero del teschio d'oro" (luglio/agosto 1936) e il "Mistero della Mummia Cantante" (settembre/ottobre 1936).
Keyhoe scrisse inoltre una serie di avventure legate all'aviazione, per la rivista Flying Aces (Assi dell'Aviazione) e altre riviste, e creo due supereroi di questo genere. Il primo fu il Capitano Philip Strange, relativo ai racconti "The Brain Devil" e "The Phantom Ace of G.2". Il capitano Strange era un ufficiale dell'intelligence americana durante la Seconda guerra mondiale che aveva il dono di poteri extrasensoriali e altri poteri mentali.
Tra gli altri personaggi dotati di "superpoteri" creati da Keyhoe vi fu Richard Knight, un veterano della Seconda guerra mondiale, cieco, in grado di combattere grazie alle sue capacità di vedere nell'oscurità. Molte storie pulp di Keyhoe erano racconti di fantascienza o Fantasy.
Fu anche un giornalista freelance per il The Saturday Evening Post, The Nation e il Reader's Digest.

## Le dichiarazioni sugli UFO
A seguito del presunto avvistamento da parte del pilota Kenneth Arnold, di uno strano e velocissimo oggetto volante nell'estate del 1947, l'interesse per i "dischi volanti" crebbe enormemente, interesse che contagiò anche Keyhoe, che inizialmente mantenne posizioni scettiche sul fenomeno. Per un po' di tempo trattò di avvistamenti UFO per conto della rivista popolare americana True. Nel maggio 1949, dopo una serie di rapporti contraddittori rilasciati dall'U.S. Air Force, l'editore Ken Purdy si rivolse a Keyhoe, che non solo aveva già scritto per il magazine, ma che aveva anche molte conoscenze al Pentagono, chiedendogli di approfondire l'argomento.
Durante queste ricerche, Keyhoe si convinse che i "dischi volanti" fossero reali, e che il governo statunitense stesse cercando di sopprimere tutta la verità. Keyhoe dichiarò di aver cambiato idea in seguito alle interviste ad alcuni ufficiali, che gli riferirono di non sapere nulla in relazione al fenomeno, ma contemporaneamente gli avrebbero impedito l'accesso ai documenti relativi agli avvistamenti. L'articolo di Keyhoe "I Dischi Volanti Sono Reali", apparso nel gennaio 1950 sulla rivista True (pubblicata il 26 dicembre 1949 causò un certo scalpore.
Capitalizzando l'interesse, Keyhoe riprese l'articolo e pubblico il libro, I Dischi Volanti Sono Reali (1950), che vendette circa mezzo milione di copie in paperback. Nel libro affermava che l'Air Force sapeva che i dischi volanti erano di origine extraterrestre, ma minimizzava l'importanza dei rapporti, per evitare il diffondersi del panico tra la popolazione. Secondo Keyhoe gli UFO, chiunque fossero e da qualsiasi parte provenissero, non sembravano ostili, e starebbero sorvegliano la terra da almeno 200 anni o più.
Scrive Keyhoe: "Il ritmo di tale sorveglianza aumentò improvvisamente a partire dal 1947, presumibilmente a seguito delle due esplosioni atomiche del 1945". Michael D. Swords ha definito il libro come "una sensazionale ma accurata descrizione sull'argomento" (Swords, p. 100). Keyhoe scrisse diversi libri sugli UFO tra cui: "Dischi Volanti dallo Spazio" (1953), che raccoglie interviste e rapporti ufficiali esaminati dall'Air Force. Il libro includeva una breve citazione di Albert M. Chop, segretario stampa dell'Air Force al Pentagono, che descrisse Keyhoe come "un responsabile e accurato reporter", esprimendo una cauta approvazione sugli argomenti in favore dell'ipotesi extraterrestre.
Carl Gustav Jung affermò che i primi due libri di Keyhoe erano "basati su materiali e studi ufficiali per evitare speculazioni selvagge, innocenti o pregiudiziali, di altre pubblicazioni UFO". In disaccordo con la conclusione di Keyhoe, Edward J. Ruppelt,  nel suo libro del 1956, scrisse: "L'Air Force non sta insabbiando informazioni", e dichiarò che "Il problema è stato esaminato in una condizione sì organizzata, ma confusa".
Il libro di Ruppelt dimostra che Ruppelt stesso aveva raccolto alcuni punti di vista di Keyhoe ricavati dai suoi primi scritti; Ruppelt notava che, mentre Keyhoe riportava onestamente i fatti, la sua interpretazione era tutt'altra faccenda. Pensava che lo stesso Keyhoe rendesse sensazionalistico il materiale e lo accusò di "lettura della mente", di ciò che gli ufficiali militari avrebbe potuto pensare. Keyhoe citò una conversazione con Ruppelt sull'ultimo libro, suggerendo che Ruppelt potrebbe avere occasionalmente informato Keyhoe.

## L'era del NICAP
Nel 1956, Keyhoe fu cofondatore del NICAP, il National Investigation Commitee On Aerial Phemomena, e la sua fama diede al gruppo una legittimazione assente in molti altri club di appassionati di dischi volanti. Il NICAP venne fondato da Thomas Townsend Brown, estromesso dalla carica di direttore all'inizio del 1957, per problemi legati alla gestione finanziaria. Keyhoe lo sostituì, ma fu solo leggermente più abile di gestire le finanze del NICAP.
Come capo del NICAP, Keyhoe fece pressioni sul Congresso per ottenere un'audizione in relazione al fenomeno UFO. Ottenne attenzione anche dai mass media, e del pubblico in generale (i membri del NICAP raggiunsero un picco di 15.000 aderenti tra l'inizio e la metà degli anni sessanta), ma solo una limitata attenzione da parte degli organi governativi. Nel frattempo, la critica al fenomeno presso l'Air Force stava aumentando, anche a causa del Progetto Blue Book, che veniva accusato di condurre le ricerche sugli UFO in modo superficiale.
A seguito di una vasta pubblicità del fenomeno data da un'ondata di rapporti UFO dell'anno 1966, il NICAP fu tra le organizzazioni che chiesero ufficialmente la formazione di un comitato investigativo scientifico e civile, indipendente dall'Air Force; la richiesta venne sostenuta anche dagli scienziati Josef Allen Hynek e James McDonald. Grazie all'appoggio dell'allora deputato Gerald Ford, venne così formato il Condon Committee. La nuova commissione presto fu luogo di lotte intestine, e più tardi di accese controversie. Keyhoe pubblicizzò il cosiddetto "Trick Memo", un memorandum scritto da un coordinatore del Condon Committee che sembrava suggerire che l'apparente obbiettività e neutralità del Comitato fosse condizionata da operazioni di debunking ancora prima che potessero essere dato inizio gli studi.

## Apparizione in televisione
Il 22 gennaio, 1958, Keyhoe apparve dal vivo sul canale televisivo della CBS, nello spettacolo, Armstrong Circle Theatre. Keyhoe affermò che il comitato del Congresso degli Stati Uniti stava valutando una prova che: "senza dubbio dimostrerà che gli UFO sono veicoli sotto controllo intelligente". Helbert A. Callborg, Direttore ed Editore della CBS disse: "questo programma è stato censurato per ragioni di sicurezza". L'8 marzo, 1958, Keyhoe apparve sul canale ABC nel programma The Mike Wallace Interview per parlare di dischi volanti, di contattismo, e dettagliando la censura che aveva subito durante il programma Armstrong Circle Theatre, della quale accusava l'Air Force, ma non la CBS.

## Ultimi anni di vita
Verso la fine degli anni Sessanta, i membri e l'importanza del NICAP diminuirono drasticamente, a seguito dell'incompetenza e dell'autoritarismo della gestione di Keyhoe. Dal 1969 la sua attenzione si rivolse dai militari alla CIA, quale ipotetico autore di insabbiamenti sugli UFO. Un membro del consiglio di amministrazione del gruppo, il colonnello Joseph Bryan III, costrinse Keyhoe a dare le dimissioni. In seguito vennero chiusi i vari gruppi locali e statali e dal 1973 il NICAP venne completamente chiuso.
Il 1973 vide l'ultimo testo scritto da Keyhoe sull'argomento ufologico, Alieni dallo Spazio. Oltre a questo libro, Keyhoe mantenne pochi contatti con ufologi e si ritirò a vita privata. Dopo la sua estromissione da direttore del NICAP partecipò a diverse conferenze. Nel 1981 si unì al consiglio direttivo del MUFON, ma la sua adesione era soprattutto una questione di immagine, a causa delle sue cattive condizioni di salute. Morì nel 1988 all'età di 91 anni.

## Libri
- Volando con Lindbergh, reprint 2003, Kessinger Publishing. ISBN 0-7661-4294-9.
- The Flying Saucers are Real, 1950, reprint 2006, Cosimo Classics. ISBN 1-59605-877-3.
  - ed. italiana: I Dischi Volanti sono una Realtà, Providence Press, Bologna 2016. ISBN 9791220013857.
- Flying Saucers from Outer Space, 1953, Henry Holt and Company, New York
  - ed. italiana: La verità sui dischi volanti, Fratelli Bocca editori ("Edizioni Atlante"), Milano 1954
  - ed. italiana: Dischi Volanti dallo Spazio Profondo, Providence Press, Bologna 2018. ISBN 978-88-94910-13-1.
- The Flying Saucers Conspiracy, 1955, Henry Holt and Company, New York
- Flying Saucers: Top Secret, 1960, G.P. Putnam & Sons. ASIN B000EB427C
- Aliens From Space, 1973, Signet Press. ASIN B000HYOMMG

## Ulteriori Letture
- Jerome Clark, Il Libro degli UFO: Enciclopedia degli Extraterretri; Visible INk Press, 1998
- Edward J. Ruppelt, Rapporto sugli Oggetti Volanti non Identificati
- Ann Druffel, Firestorm - Dr. James E. McDonald, Conquistare una scienza Ufologica, Wild Flower Press, Columbus, 1997, ISBN 0-926524-58-5 (passim, especially pp. 450–474)
- Michael D. Swords, "UFO, Militari, e la prima Guerra Fredda" (pp. 82 – 122 in UFO e Abduzioni: Una Sfida ai Limiti della Conoscenza, David Michael Jacobs, editor; University Press of Kansas, 2000; ISBN)